# MC ABU
MC ABU（エムシー・アブ、本名：村松 竜二、1973年2月1日 - ）　は、東京都大田区出身のヒップホップミュージシャン（MC）。

## 経歴
- 1997年 - KAMINARI-KAZOKU.のYOTTYとの家族交流を経て1997年12月にタイへ渡り、1998年からバンコクのヒップホップクラブ「SPEED（閉店）」でMCとしての活動を開始。タイ人のDJ DRAGONとのユニット「Homebass Communications（H.B.C ホームベースコミュニケーション）」を結成する。

## ディスコグラフィ
- OPEN YOUR 3RD EYE、DJ YAS feat . RINO LATINA Ⅱ，MC ABU （DJ YASの限定12inch EP「open the future e.p.」に収録。）

## 客演
- 2001年1月- New Year party @ Club Orchid with Dj Dragon、パンガン島
- 2010年4月 - 城南JAM、東京都立城南島海浜公園
- 2011年10月 - SPLIT LIVE、SHIBUYA AX
- 2012年7月- DJ Krush の活動20周年記念ツアーバンコクライブにRINO LATINA II、DJ YASらと共に招聘参加。
- 2015年1月 - バンコクのGREASEで行われたHomebas Communicationsの15周年イベントに参加。